# Robert M. Gagné
Robert Mills Gagné, född 21 augusti 1916 i Massachusetts, död 28 april 2002, var en amerikansk psykolog. 

## Teorier
som lade ner stort arbete på att samordna en rad olika inlärningsteorier till ett enhetligt system. De olika teorierna förklarar olika typer av inlärningsinnehåll. Gagné identifierade åtta olika typer av inlärning, som står i ett hierarkiskt beroendeförhållande till varandra. 
Dessa inlärningskategorier är i huvudsak:
- Signalinlärning (barnet lär sig att när mamma tar fram nappflaskan får det mat)
- Stimulus-respons-inlärning (eleven läser till exempel ord på ett främmande språk. Läraren bekräftar med sina kommentarer det rätta uttalet.)
- Inlärning av stimulus-respons-sekvenser (barn lär sig att be om saker med namn, till exempel "Kan jag få en mandarin?")
- Verbala associationer (man associerar till ngt annat och lär sig den vägen)
- Diskriminationsinlärning (associationskedjorna bildar grupper, till exempel "Kan jag få frukt?")
- Begreppsinlärning (man lär sig att kategorisera abstrakt stimuli, till exempel färger, former och antal).
- Princip- och regelinlärning (man lär sig att förstå till exempel regler inom matematik eller fysik och kemi).
- Inlärning av kognitiva strategier (man kombinerar principer som man har tillägnat sig tidigare. Man uppfattar problemen och kan lösa dem med hjälp av logisk tankeförmåga).

Ett huvuddrag i Gagnés teori är att all ny inlärning står i ett hierarkiskt förhållande till vad som redan är inlärt.